# Бедеј (Арјеж)
Бедеј (фр. Bédeille) насеље је и општина у јужној Француској у региону Миди Пирене, у департману Арјеж која припада префектури Сен Жирон.
По подацима из 2011. године у општини је живело 80 становника, а густина насељености је износила 8,46 становника/km². Општина се простире на површини од 9,46 km². Налази се на средњој надморској висини од 450 метара (максималној 590 m, а минималној 330 m).

## Демографија
| 1962. | 1968. | 1975. | 1982. | 1990. | 1999. | 2011. |
| ----- | ----- | ----- | ----- | ----- | ----- | ----- |
| 66    | 83    | 73    | 76    | 56    | 72    | 80    |

График промене броја становника у току последњих година